# 菊池市立旭志小学校
菊池市立旭志小学校（きくちしりつ きょくししょうがっこう）は、熊本県菊池市旭志新明にある公立小学校。

## 沿革

### 旭野小学校
- 1873年（明治6年）4月 - 公立岩本学校創立。
- 1875年（明治8年） - 公立弁利学校と改称。
- 1878年（明治11年）4月 - 伊萩を分離し公立萩学校設立
- 1887年（明治20年）4月 - 両校を合併し、下河原小学校弁利支校となる。
- 1889年（明治22年） - 旭野尋常小学校と改称
- 1890年（明治23年）4月 - 伊萩教場設置
- 1892年（明治25年）9月 - 本校は旭野東尋常小学校、分教場は旭野西尋常小学校と改称
- 1893年（明治26年）9月 - 旭野東尋常小学校を弁利尋常小学校、旭野西尋常小学校を伊萩尋常小学校と改称
- 1902年（明治35年）
  - 5月 - 伊萩尋常小学校を伊萩尋常高等小学校と改称
  - 6月 - 両校統合し旭野尋常高等小学校となる
- 1908年（明治41年）4月 - 旭野尋常小学校と改称
- 1917年（大正6年）4月 - 旭野尋常高等小学校と改称
- 1941年（昭和16年）4月 - 旭野国民学校と改称
- 1947年（昭和22年）4月 - 旭野村立旭野小学校と改称
- 1956年（昭和31年）5月1日 - 旭志村村立旭野小学校と改称
- 1966年（昭和41年）4月1日 - 統合し旭志村立旭志小学校となる

### 麓小学校
- 1874年（明治7年）4月 - 公立小原小学校創立
- 1879年（明治12年） - 妻越分教場設置
- 1883年（明治16年）4月 - 高柳区に移転し、公立新明学校となる。
- 1887年（明治20年） - 新明尋常小学校麓分校と改称。
- 1892年（明治25年） - 麓尋常小学校として独立
- 1907年（明治40年） - 麓尋常高等小学校と改称
- 1908年（明治41年） - 麓尋常小学校と改称
- 1941年（昭和16年）4月 - 麓国民学校と改称
- 1947年（昭和22年）4月 - 北合志村立麓小学校と改称
- 1956年（昭和31年）5月1日 - 旭志村立麓小学校と改称
- 1966年（昭和41年）4月1日 - 統合し旭志村立旭志小学校となる

### 新明小学校
- 1874年（明治7年）4月 - 公立小原小学校創立
- 1879年（明治12年） - 妻越分教場設置
- 1883年（明治16年）4月 - 高柳区に移転し、公立新明学校となる。
- 1887年（明治20年） - 新明尋常小学校と改称。
- 1906年（明治39年）6月 - 新明尋常高等小学校と改称
- 1908年（明治41年）4月 - 新明尋常小学校と改称
- 1917年（大正6年）4月 - 新明尋常高等小学校と改称
- 1941年（昭和16年）4月 - 新明国民学校と改称
- 1947年（昭和22年）4月 - 北合志村立新明小学校と改称
- 1956年（昭和31年）5月1日 - 旭志村立新明小学校と改称
- 1966年（昭和41年）4月1日 - 統合し旭志村立旭志小学校となる。

### 護川西小学校
- 1873年（明治6年） - 合志公立杉水学校創立
- 1875年（明治8年） - 川辺小学校創立
- 1889年（明治22年） - 杉水・川辺・矢護川の三小学校を合併し、杉水尋常小学校を創設。川辺・矢護川を分教場とする。
- 1907年（明治40年）4月 - 杉水尋常小学校を護川西部尋常高等小学校と改称。
- 1908年（明治41年） - 川辺分教場を統合し護川西部尋常小学校となる。矢護川分教場が護川東部尋常高等小学校として独立。
- 1917年（大正6年） - 護川西部尋常高等小学校と改称
- 1941年（昭和16年）4月 - 護川西国民学校と改称
- 1947年（昭和22年）4月 - 護川村立護川西小学校と改称
- 1956年（昭和31年）5月1日 - 旭志村立護川西小学校と改称
- 1966年（昭和41年）4月1日 - 統合し旭志村立旭志小学校となる。

### 旭志小学校
- 1966年（昭和41年）4月1日 - 旭野小学校、麓小学校、新明小学校、護川西小学校が統合し旭志村立旭志小学校が創立
- 2005年（平成17年）3月22日 - 菊池市立旭志小学校と改称。

## クラブ活動
- 運動部

- 文化部

## 学校周辺
- 合志川
- 熊本県道23号菊池赤水線
- 熊本県道329号原植木線